# ローレンス・ゴードン
ローレンス・ゴードン（Lawrence Gordon、1936年3月25日 - ）は、アメリカ合衆国の映画プロデューサー。主にアクション映画をプロデュースすることで知られる。

## 人物
ミシシッピ州ヤズーシティで生まれ、ベルツォーニで育つ。ルイジアナ州ニューオーリンズのチューレーン大学卒業。ロサンゼルスに移った後はアーロン・スペリングの下でキャリアを積んだ。ゴードンは着々と出世し、1980年代前半にはスペリングと共同でテレビシリーズ『Matt Houston』を製作した。
1984年から1986年までは20世紀フォックスの社長を務めた。
彼は次に、弟で同じく映画プロデューサーのチャールズ・ゴードンと共に、日本ビクターの支援の下でラルゴ・エンタテインメントを設立した。日本の企業が本格的に映画会社に投資したのはこれが初めてだったので当時話題となった。1989年にはアカデミー作品賞にノミネートされた『フィールド・オブ・ドリームス』をプロデュースした。
ゴードンはラルゴ・エンタテインメントの下で『ハートブルー』（1991年）、『G.I.ジェーン』（1997年）、『狼たちの街』など、全部で23本の映画を製作した。
また、ゴードンはユニバーサル・ピクチャーズの傘下のローレンス・ゴードン・プロダクションズでも映画を製作している。主な作品に『ジャンピン・ジャック・フラッシュ』（1986年）、『ブギーナイツ』（1997年）、『ミステリー・メン』（1999年）、『トゥーム・レイダー』シリーズ、『ヘルボーイ』シリーズ、『ウォッチメン』（2009年）などがある。
3人の息子がおり、うち一人は、ミュージシャンで映画プロデューサーのジョージ・ジョゼフ・ゴードンである。

## 主なフィルモグラフィ

### 製作
- ストリートファイター Hard Times (1975)
- ジ・エンド The End (1978)
- ザ・ドライバー The Driver (1978)
- ウォリアーズ - The Warriors （1979年）
- ザナドゥ Xanadu (1980)
- 結婚しない男 Paternity (1981)
- 48時間 48 Hrs. (1982)
- 新・ジキル博士とハイド氏 Jekyll and Hyde... Together Again (1982)
- ストリート・オブ・ファイヤー Streets of Fire (1984)
- マイナー・ブラザース/史上最大の賭け Brewster's Millions (1985)
- コマンドー Commando (1985)
- ジャンピン・ジャック・フラッシュ Jumpin' Jack Flash (1987)
- プレデター Predator (1987)
- ダイ・ハード Die Hard (1988)
- K-9/友情に輝く星 K-9 (1989)
- フィールド・オブ・ドリームス Field of Dreams (1989)
- ロックアップ Lock Up (1989)
- ファミリービジネス Family Business (1989)
- ダイ・ハード2 Die Hard 2 (1990)
- 48時間PART2/帰って来たふたり Another 48 Hrs. (1990)
- プレデター2 Predator 2 (1990)
- ロケッティア The Rocketeer (1991)
- ウォーターワールド Waterworld (1995)
- デビル The Devil's Own (1997)
- イベント・ホライゾン Event Horizon (1997)
- ミステリー・メン Mystery Men (1999)
- トゥーム・レイダー Lara Croft: Tomb Raider (2001)
- 光の旅人 K-PAX K-PAX (2001)
- トゥームレイダー2Lara Croft Tomb Raider: The Cradle of Life (2003)
- ヘルボーイ Hellboy (2004)
- ヘルボーイ/ゴールデン・アーミー Hellboy II: The Golden Army (2008)
- ウォッチメン Watchmen (2009)

### 製作総指揮
- デリンジャー Dillinger (1973)
- ローリング・サンダー Rolling Thunder (1977)
- グレートスタントマン Hooper (1978)
- The Renegades (1982)
- リバイアサン Leviathan (1989)
- ブギーナイツ Boogie Nights (1997)
- K-911 K-911 (1999)
- K-9 はみだしコンビ大復活! K-9: P.I. (2002)